# Rubiataba
Rubiataba là một đô thị thuộc bang Goiás, Brasil. Đô thị này có diện tích 748,273 km², dân số năm 2007 là 19122 người, mật độ 25,6 người/km².